# Championnats du monde d'aquathlon 1998
Les Championnats du monde d'aquathlon 1998 présentent les résultats des championnats mondiaux d'aquathlon en 1998 organisés par la fédération internationale de triathlon.
Les 1 ers championnats se sont déroulés à Noosa en Australie.

## Distances parcourues
| Distances course (kilomètres) | Distances course (kilomètres) | Distances course (kilomètres) |
| Course à pied                 | Natation                      | Course à pied                 |
| ----------------------------- | ----------------------------- | ----------------------------- |
| 2,5                           | 1                             | 2,5                           |

## Résultats

### Élite
| Rang               | Athlète         | Pays             | Temps       |
| ------------------ | --------------- | ---------------- | ----------- |
| Médaille d'or      | Shane Reed      | Nouvelle-Zélande | 26 min 18 s |
| Médaille d'argent  | Benjamin Sanson | France           | 26 min 29 s |
| Médaille de bronze | Craig Alexander | Australie        | 26 min 40 s |

| Rang               | Athlète          | Pays      | Temps       |
| ------------------ | ---------------- | --------- | ----------- |
| Médaille d'or      | Rina Hill        | Australie | 28 min 24 s |
| Médaille d'argent  | Nicole Hackett   | Australie | 28 min 43 s |
| Médaille de bronze | Melanie Mitchell | Australie | 28 min 44 s |

## Tableau des médailles
| Rang  | Nation           | Or | Argent | Bronze | Total |
| ----- | ---------------- | -- | ------ | ------ | ----- |
| 1     | Australie        | 1  | 1      | 2      | 4     |
| 2     | Nouvelle-Zélande | 1  | 0      | 0      | 1     |
| 3     | France           | 0  | 1      | 0      | 1     |
| Total | Total            | 2  | 2      | 2      | 6     |